# Episodi di Soko 5113 (quarantesima stagione)
La quarantesima stagione della serie televisiva Soko 5113 è stata trasmessa in anteprima in Germania dalla ZDF tra il 20 ottobre 2014 e il 30 marzo 2015.
| nº | Titolo originale             | Titolo italiano | Prima TV Germania | Prima TV Italia |
| -- | ---------------------------- | --------------- | ----------------- | --------------- |
| 1  | Sonnbach (Teil 1)            |                 | 20 ottobre 2014   |                 |
| 2  | Sonnbach (Teil 2)            |                 | 27 ottobre 2014   |                 |
| 3  | Tanz auf dem Vulkan          |                 | 3 novembre 2014   |                 |
| 4  | Patientin Nr. 12             |                 | 10 novembre 2014  |                 |
| 5  | Der Turm                     |                 | 17 novembre 2014  |                 |
| 6  | Verrückt                     |                 | 24 novembre 2014  |                 |
| 7  | Böse                         |                 | 1º dicembre 2014  |                 |
| 8  | Die letzten Dinge            |                 | 8 dicembre 2014   |                 |
| 9  | Wahlverwandtschaften         |                 | 15 dicembre 2014  |                 |
| 10 | Betrogen                     |                 | 22 dicembre 2014  |                 |
| 11 | Ein perfektes Leben          |                 | 29 dicembre 2014  |                 |
| 12 | Die grüne Schlange           |                 | 5 gennaio 2015    |                 |
| 13 | Work Hard                    |                 | 12 gennaio 2015   |                 |
| 14 | Sommer '94                   |                 | 19 gennaio 2015   |                 |
| 15 | Die Frau des Kriegers        |                 | 26 gennaio 2015   |                 |
| 16 | Der stumme Diener            |                 | 2 febbraio 2015   |                 |
| 17 | Chaos im Kopf                |                 | 16 febbraio 2015  |                 |
| 18 | Und dann kam Alf             |                 | 23 febbraio 2015  |                 |
| 19 | 30 Stimmen und ein Todesfall |                 | 2 marzo 2015      |                 |
| 20 | Rattenfänger                 |                 | 9 marzo 2015      |                 |
| 21 | Auf Abwegen                  |                 | 16 marzo 2015     |                 |
| 22 | Die Kinder der Agathe S.     |                 | 23 marzo 2015     |                 |
| 23 | Ore-Ore                      |                 | 30 marzo 2015     |                 |